# Ronde van Italië 2008/Derde etappe
De derde etappe van de Ronde van Italië 2008 werd op 12 mei verreden. 
Op de eerste klim van de dag waren er veel aanvallen, vooral van renners die op de Maletto punten voor de bergtrui wilden pakken, zoals Emanuele Sella (doping) die zijn leidende positie in het klassement wilde verstevigen. Nadat er een vlucht van zes man weg was, werd het peloton rustiger. De zes, bestaande uit Riccardo Chiarini, Matej Jurčo, Kevin Seeldraeyers, Mickaël Buffaz, Jérémy Roy en Pavel Broett, mochten daarna het koersverloop lange tijd uitmaken.
De voorsprong van de kopgroep bleef rond de twee minuten. Ondertussen waren er in het peloton vele valpartijen door de regenbuien die spekgladde wegen veroorzaakten. De grootse slachtoffers van de valpartijen waren Stuart O'Grady en Bradley McGee van Team CSC. De Australiërs braken allebei hun sleutelbeen en moesten de koers verlaten. Ook Riccardo Riccò was slachtoffer van een valpartij. Hij kon zijn Giro wel vervolgen.
Met nog 30 kilometer te gaan werd de kopgroep gegrepen. Op een klimmetje op 8 kilometer probeerden Antonio Colom, Jurgen Van den Broeck, Vincenzo Nibali en Lilian Jégou weg te komen maar geen van allen met succes. De sprint verliep ook niet vlekkeloos; Graeme Brown viel samen met Nikolaj Troesov. De massasprint werd gewonnen door Daniele Bennati. Zijn ploeggenoot Franco Pellizotti behield de roze trui.
1e etappe ·
2e etappe ·
3e etappe ·
4e etappe ·
5e etappe ·
6e etappe ·
7e etappe ·
8e etappe ·
9e etappe ·
10e etappe ·
11e etappe ·
12e etappe ·
13e etappe ·
14e etappe ·
15e etappe ·
16e etappe ·
17e etappe ·
18e etappe ·
19e etappe ·
20e etappe ·
21e etappe
Startlijst · Eindstanden · Afbeeldingen